# Jos Bongers
Jos Bongers (* 29. Juni 1956 in Nijmegen, Niederlande) ist ein niederländischer Karambolagespieler in den klassischen Disziplinen Freie Partie, Cadre und Einband.

## Karriere
Entdeckt wurde Bongers von Willy Steures im Old Weeshuis in Nijmegen, der ein Freund von Tony Schrauwen war, bei dem Bongers dann Unterricht nahm. Seinen ersten internationalen Erfolg erzielte Bongers 1977 als Vize-Europameister der Junioren im Cadre 47/2, seitdem ist er Spieler in der „Ereklass“ (1. Liga). Ein Jahr später gewann er in dieser Disziplin den Europameistertitel. In den 1980er Jahren gewann er fünf Medaillen bei Welt- und Europameisterschaften, bis er 1991 in der Freien Partie Europameister wurde. 1992 stellte Bongers einen neuen Weltrekord mit einer Höchstserie (HS) von 69 im Einband auf die Distanz von 2× 75 Punkten auf. 1995 stellte er gleich mehrere neue Weltrekorde im Einband auf. Im französischen Carvin stellte er bei einer Partiedistanz von 150 Punkten den fast 50 Jahre alten Rekord von René Vingerhoedt aus dem Jahr 1954 im Generaldurchschnitt (GD) von 5,65 auf 12,36 und den ebenfalls 1954 aufgestellten Rekord in der HS von Pedro Leopoldo Carrera von 61 auf 88 Punkte auf. Diese Leistungen brachten ihn am Ende den Weltmeistertitel. Auf nationaler Ebene war Bongers besonders im Einband mit neun Titeln erfolgreich.

## Erfolge
International
- Dreikampf-Weltmeisterschaft für Nationalmannschaften:  1992, 1993
- Einband-Weltmeisterschaft:  1995  2007
- Cadre-47/1-Weltmeisterschaft:  1987
- Fünfkampf-Weltmeisterschaft:  1981
- Freie-Partie-Europameisterschaft:  1991
- Cadre-47/2-Europameisterschaft:  1982  1980
- Cadre-71/2-Europameisterschaft:  1987
- Einband-Europameisterschaft:  1996, 1998, 1999
- Cadre-47/2-Europameisterschaft der Junioren:  1978  1977
- Zweikampf-Europameisterschaft der Junioren:  1976

National
- Niederländische Cadre-47/1-Meisterschaft:  1985, 1986  1984  1979, 1980, 1981, 1983
- Niederländische Cadre-47/2-Meisterschaft:  1980, 1982, 1984, 1985, 1987  2017, 2019  1983
- Niederländische Cadre-471/2-Meisterschaft:  1986  1980, 1981. 1982
- Niederländische Einband-Meisterschaft:  1980, 1985, 1992, 1994, 1996–2000  1979, 1983, 1986, 1993, 1995, 2002, 2006, 2013  1981, 1982, 1991, 2005, 2014, 2018
- Niederländische Fünfkampf-Meisterschaft:  1982, 1985  1981, 1983  1978, 1984, 1986, 2014

Quellen: 